# 源氏物語千年紀 Genji
『源氏物語千年紀 Genji』（げんじものがたりせんねんき ゲンジ）は、2009年1月から3月までフジテレビノイタミナ他にて放送されたテレビアニメである。紫式部の『源氏物語』を原案としたオリジナルストーリーとなっている。

## 作品概要
2008年8月、ノイタミナ枠にて『源氏物語』を題材とした漫画『あさきゆめみし』のアニメ化が発表されたが、その後作者の大和和紀が原作を引き上げた為、2008年11月10日、源氏物語を原案としたオリジナルストーリーに企画変更される事が発表された。
スタッフは一部を除き、変更は無い。なお監督・絵コンテを務めていた出崎統は2年後『ブラック・ジャックFINAL』の制作に携わるなか、完成を待たず2011年4月17日に死去したため、完成を見届けた作品としては本作が出崎監督の遺作となった。
フジテレビがトムス・エンタテインメント製作の新作アニメを放送するのは、『スペースコブラ』以来約26年振りとなる。

## あらすじ
時は平安時代。桐壷帝とその寵愛を受けた桐壷の更衣の間に、光り輝くように美しい皇子が誕生した。「光る君」と呼ばれる彼は、幼い頃から類稀なる美貌と才能に恵まれていた。やがて光る君は、病で亡くなった母に生き写しという父帝の妃・藤壺に出会い、彼女を慕うようになる。その気持ちはいつしか恋に変わるが、元服した光る君は藤壺と会うことはできなくなってしまう。満たされぬ恋慕の気持ちを埋めるように、彼は数多の女性達と契りを結んでいくようになる。

## 登場人物・声の出演
- 光源氏：櫻井孝宏[3]（子供時代（光る君）：小林由美子）

帝の第二皇子。
- 藤壺：玉川紗己子[3]
- 紫の上（若紫）：遠藤綾[3]（ナレーション兼務）
- 葵の上：平田絵里子[3]
- 六条の御息所：鶴ひろみ[3]
- 頭の中将：杉田智和[3]
- 弘徽殿の女御：藤田淑子[3]
- 桐壷帝：堀内賢雄[3]
- 夕顔：小清水亜美[3]
- 六の君（朧月夜）：長沢美樹
- 朱雀帝：水島裕
- 春宮：小林由美子
- 惟光：鈴木千尋
- 左大臣：江原正士
- 王命婦：田中敦子
- 葵の上の母親：村上はるみ
- 犬君：沖佳苗
- 生き霊：来宮良子

他

## スタッフ
- 監督・絵コンテ - 出崎統[3]
- 助監督 - 桑原智
- シリーズ構成 - 金春智子[3]
- キャラクターデザイン・総作画監督 - 杉野昭夫[3]
- 美術監督 - 河野次郎[3]
- 色彩設計 - 伊藤純子
- 撮影監督 - 中村圭介
- 音響監督 - 山田知明
- 音楽監督 - 鈴木清司 [3]
- 音楽 - S.E.N.S. Project[3]
- プロデューサー - 中島寛朗、山本幸治、宮本秀晃
- アニメーションプロデューサー - 鵜飼浩史、橋本信太郎
- アニメーション制作 - トムス・エンタテインメント[3]、手塚プロダクション[3]
- 制作 - Genji製作委員会[3]（フジテレビジョン、アスミック・エースエンタテインメント、ソニー・ミュージックエンタテインメント、電通、トムス・エンタテインメント、手塚プロダクション）

## 主題歌
オープニングテーマ「日和姫」
作詞・作曲・編曲 - 椎名林檎 / 歌 - PUFFY
エンディングテーマ「恋」
作詞 - 小林夏海 / 作曲 - ハマモトヒロユキ / 編曲 - 河野伸 / 歌 - 中孝介

## 各話リスト
| 話数 | サブタイトル | 脚本              | 演出         | 作画監督                                             |
| ---- | ------------ | ----------------- | ------------ | ---------------------------------------------------- |
| 1    | 光る君       | 金春智子 出崎統   | 長岡義孝     | 平山智、斎藤浩信 細野明美、しまだひであき            |
| 2    | 六条         | 金春智子 出崎統   | 桑原智       | 杉野昭夫、内田裕                                     |
| 3    | 夕顔         | 金春智子 出崎統   | のがみかずお | 小林ゆかり                                           |
| 4    | 藤壺         | 金春智子 出崎統   | 牧野吉高     | 杉野昭夫、高柳久美子                                 |
| 5    | 宿世         | 森田眞由美 出崎統 | 濁川敦       | 小松香苗、しまだひであき                             |
| 6    | 朧月夜       | 森田眞由美 出崎統 | 山口頼房     | 内田裕                                               |
| 7    | 葵の上       | 金春智子 出崎統   | 五十嵐達矢   | 小林ゆかり                                           |
| 8    | 嵯峨野       | 金春智子 出崎統   | 牧野吉高     | 杉野昭夫、高柳久美子                                 |
| 9    | 叢雲         | 森田眞由美 出崎統 | 長岡義孝     | 吉田秀之、崔瑛旻 しまだひであき、小林ゆかり 清水恵蔵 |
| 10   | 謀叛         | 金春智子 出崎統   | 桑原智       | 内田裕、片山みゆき                                   |
| 11   | 若紫へ       | 金春智子 出崎統   | のがみかずお | しまだひであき、小林ゆかり 小山知洋                  |

## 放送局
| 放送地域   | 放送局             | 放送期間                | 放送日時            | 放送系列       | 備考                         |
| ---------- | ------------------ | ----------------------- | ------------------- | -------------- | ---------------------------- |
| 関東広域圏 | フジテレビ         | 2009年1月15日 - 3月26日 | 木曜 24:45 - 25:15: | フジテレビ系列 | 製作局                       |
| 近畿広域圏 | 関西テレビ         | 2009年1月20日 - 3月31日 | 火曜 25:29 - 25:59  | フジテレビ系列 |                              |
| 中京広域圏 | 東海テレビ         | 2009年1月22日 - 4月2日  | 木曜 26:05 - 26:35  | フジテレビ系列 |                              |
| 福岡県     | テレビ西日本       | 2009年1月28日 - 4月9日  | 水曜 26:15 - 26:45  | フジテレビ系列 |                              |
| 新潟県     | 新潟総合テレビ     | 2009年1月29日 - 4月10日 | 木曜 26:00 - 26:30  | フジテレビ系列 |                              |
| 高知県     | 高知さんさんテレビ | 2009年2月4日 - 4月16日  | 水曜 15:30 - 16:00  | フジテレビ系列 |                              |
| 山形県     | さくらんぼテレビ   | 2009年2月11日 - 5月2日  | 土曜 25:05 - 25:35  | フジテレビ系列 |                              |
| 熊本県     | テレビ熊本         | 2009年2月17日 - 4月28日 | 火曜 26:05 - 26:35  | フジテレビ系列 |                              |
| 長崎県     | テレビ長崎         | 2009年3月6日 - 5月15日  | 金曜 25:45 - 26:15  | フジテレビ系列 |                              |
| 北海道     | 北海道文化放送     | 2009年4月5日 - 6月14日  | 日曜 25:40 - 26:10  | フジテレビ系列 |                              |
| 広島県     | テレビ新広島       | 2009年5月6日 - 7月15日  | 水曜 25:00 - 25:30  | フジテレビ系列 |                              |
| 日本全域   | フジテレビTWO      | 2009年8月15日 - 9月19日 | 水曜 24:00 - 25:00  | CS放送         | 2話連続放送 リピート放送あり |
| 日本全域   | アニマックス       | 2011年1月13日 - 3月24日 | 木曜 22:00 - 22:30  | CS放送         | リピート放送あり             |

## Webラジオ
『ミカドラジヲ』
TVアニメ公式サイトにて配信。全8回。
- 配信期間：2009年1月21日〜
- パーソナリティ：堀内賢雄（桐壷帝役）
- ゲスト
  - 第1・2回：櫻井孝宏（光源氏役）、杉田智和（頭の中将役）
  - 第3・4回：遠藤綾（紫の上役）、平田絵里子（葵の上役）
  - 第5・6回：玉川紗己子（藤壺役）、鶴ひろみ（六条の御息所役）
  - 第7・8回：櫻井孝宏（光源氏役）、出﨑統監督